# Plakette des Luftgaues Kiew
Die Plakette des Luftgaues Kiew war eine nichttragbare Auszeichnung der deutschen Luftwaffe während des Zweiten Weltkrieges, die vom General der Flieger Bernhard Waber 1941 für die Angehörigen des Luftgaues Kiew gestiftet wurde.
Die aus Eisen hergestellte geschwärzte Plakette zeigt in ihrer oberen Hälfte das erhaben geprägte Hoheitsabzeichen der Luftwaffe vor einem angedeuteten Himmel, darunter eine Landschaft mit der Silhouette einer Stadt (Kiews?). Der untere Teil der Plakette, der etwa 1/4 der Höhe ausmacht, zeigt ein halbkreisförmiges wehendes Spruchband mit der Aufschrift: FÜR.BESONDERE.BEWÄHRUNG Unter diesem gebogenen Spruchband liegt ein Wappenschild mit der Aufschrift: KIEW / 1941 / BRESLAU, welche beidseitig von Eichenlaubblätterwerk flankiert wird. Darunter anschließend ist die zweizeilige Inschrift: DER KOMMANDIERENDE.GENERAL.UND / BEFEHLSHABER.IM.LUFTKAU.KIEW zu lesen. Überreicht wurde die Plakette mit einer dazugehörigen Besitzurkunde im Format DIN A4.